# David Jonsson
Pour les articles homonymes, voir Jonsson.
David Jonsson est un acteur britannique, né  à Londres (Angleterre).

## Biographie

### Jeunesse et formations
David Jonsson-Fay naît  à Londres, en Angleterre,,. Son père est ingénieur informatique à l'aéroport de Londres-Heathrow et sa mère travaille pour la Metropolitan Police dans le quartier d'Islington,. Il grandit avec son grand frère et ses deux grandes sœurs dans le Custom House, dans le quartier Docklands, à Londres. Il se dit créole, originaire d'Afrique, des Caraïbes et de Suède.
Après avoir eu des ennuis et renvoyé de l'école, il est transféré dans celle de Hammersmith. Il déclare vouloir être acteur devant sa mère. À 16 ans, après son GCSE, il part fréquenter l'American Academy of Dramatic Arts à New York pour deux ans,. À 18 ans, il est de retour à Londres et se joint au National Youth Theatre, puis obtient sa bourse pour s'inscrire à la Royal Academy of Dramatic Art. En 2016, il a son Bachelor of Arts en interprétation.

### Carrière
En 2016, David Jonsson commence sa carrière professionnelle à Londres : il interprète William Davison dans la pièce Marie Stuart de Friedrich von Schiller à l'Almeida Theatre. En 2017, il reprend ce personnage pour le Duke of York's Theatre (en) (Londres), marquant ses débuts au West End Theatre. Il y joue aux côtés de David Tennant dans la pièce Don Juan in Soho (en) de Patrick Marber, au Wyndham's Theatre (en).
En 2018, il apparaît à la télévision pour la première fois, dans deux épisodes de la série policière Les Enquêtes de Morse (Endeavour). Avec son cachet venant de cette série, il écrit son premier court métrage Gen Y qu'il réalise avec Lee Gray et y joue.
En décembre 2019, il se joint à la distribution de la série dramatique Industry pour le rôle d'Augustus « Gus » Sackey, diffusée en novembre 2020 sur BBC Two et HBO,,,.
En janvier 2021, il interprète Jean-Michel Basquiat dans un épisode de Great Lives pour BBC Radio 4.
En janvier 2023, il apparaît dans son premier long métrage Toi et moi ? (Rye Lane), une comédie romantique signée Raine Allen Miller, un succès critique au Festival du film de Sundance,,. En ce même mois, il est confirmé pour la distribution du film biographique Bonhoeffer de Todd Komarnicki, qui centre sur le pasteur luthérien, théologien et résistant au nazisme, Dietrich Bonhoeffer. En mars, il se joint au film de science-fiction horrifique Alien: Romulus de Fede Álvarez, sorti en août 2024. En décembre, il est le premier Noir à interpréter le personnage Luke Fitzwilliam dans la série policière Un meurtre est-il facile ? (en) (Murder Is Easy), d'après le roman éponyme d'Agatha Christie, diffusée sur la chaîne BBC One,.
En juillet 2024, il est engagé pour le rôle principal, aux côtés de Cooper Hoffman, dans le film d'horreur The Long Walk (en) de Francis Lawrence, adaptation du roman Marche ou crève de Stephen King,.
En février 2025, il gagne le prix de l'étoile montante dans la cérémonie des Bafta film Awards, la seule catégorie pour laquelle vote le public. 

## Filmographie

### Cinéma

#### Longs métrages
- 2023 : Toi et moi ? (Rye Lane) de Raine Allen Miller : Dom
- 2024 : Alien: Romulus de Fede Álvarez : Andy
- 2024 : L'Espion de Dieu de Todd Komarnicki : Frank Fisher
- 2025 : Marche ou crève (The Long Walk) de Francis Lawrence : Peter McVries

#### Courts métrages
- 2018 : Gen Y de Lee Gray et David Jonsson : Theo
- 2023 : Pray de Caleb Azumah Nelson : Christopher
- 2024 : Meat Puppet d'Eros V : Oz

### Télévision

#### Séries télévisées
- 2018 : Les Enquêtes de Morse (Endeavour) : Cromwell Ames (2 épisodes)
- 2020-2022 : Industry : Augustus « Gus » Sackey (15 épisodes)
- 2023 : Un meurtre est-il facile ? (en) (Murder Is Easy) : Luke Fitzwilliam  (2 épisodes)
- 2025 : Too Much : Auriel

## Théâtre
- 2016-2017 : Marie Stuart de Friedrich von Schiller, mise en scène par Robert Icke : William Davison, aux Almeida Theatre et de Duke of York's Theatre (en) (Londres)[1],[9] ;
- 2017 : Don Juan in Soho (en) de et mise en scène par Patrick Marber, d'après Don Juan de Molière : Col, au Wyndham's Theatre (en) (Londres)[1],[10] ;
- 2021 : And breathe... mise en scène par Miranda Cromwell : Junior, à l'Almeida Theatre (Londres)[1].